# ريتشارد بي. ميريل
ريتشارد بي. ميريل (بالإنجليزية: Richard B. Merrill)‏ هو مصور وعالم حاسوب أمريكي، ولد في 1949 في نيويورك في الولايات المتحدة، وتوفي في 17 أكتوبر 2008.